# 江南宣隊ユメレンジャー
江南宣隊ユメレンジャー（こうなんせんたいゆめれんじゃー）は、新潟県新潟市江南区のローカルヒーローで地元の安全と子供たちの夢を守る3人組のヒーロー。運営組織は江南宣隊ユメレンジャー製作委員会（酒屋町商工会青年部を母体としている。）

## 概要
ときは2007年、平成の大合併による新潟市の政令指定都市化もむなしく、地元の急速な過疎に悩む酒屋町商工会の青年部の有志数名が「地元がやばい。」「人口の流出は止められることができなくとも、せめて娯楽の少ない地元の子供たちに夢のある楽しい思い出が作れたら」という着想で誕生した。原資はコンパニオン代に消えるはずであったなけなしの数万円であったという。
資金不足により外部デザイナーに委託できず、ヒーローマスク、衣装、小道具を自らデザインし、粘土、段ボール、ガムテープなどの身近な素材を使って、ひとつひとつ手作りした。 完全に素人ながら録音、音響編集、演出などに関しても、独学で勉強しながら、手探りでヒーローショーを始めた。過疎地で始められた無謀とも思える挑戦は、当初は好奇な目に晒されたものの、正統派のビジュアルと、まるでオモチャ箱をひっくり返したようなヒーローショーは周囲を良い意味で驚かせた。
ケレン味あふれるヒーローの活動はまず口コミで広がり、テレビ、新聞、雑誌など多数のメディアにとりあげられるともに活動のフィールドを広げている。

## 世界観
ユメレンジャーは基本的に、3人のヒーロー「ユメレッド」「ユメブルー」「ユメエイロー」からなる。
江南宣隊にはユメレンジャーのほかマスコットロボット「ドリーミー君」が加えられる。
子供たちの夢を食べてしまう悪夢の地下帝国バクー帝国からの使者「Drワーリガン」の悪巧みから世の平和を守るという設定になっている。

## 主な登場キャラクター
- ユメレッド＝正義感溢れるユメレンジャーのリーダー

決め台詞「夢のない奴は俺のところに来い！いいユメみせるぜ！」
- ユメブルー＝お笑いフリークスのチャラ男

決め台詞「今夜のユメにでてもいい？僕が貴女を逆指名！」
- ユメエイロー＝新潟弁丸出しの食いしん坊、通称ユメイエロー。

決め台詞「しょったれげにみえっろも、やっときゃやろんれぃ！」（だらしなさそうに見えますが、やる時はやるんですよ！）
- ドリーミー君（型式O-TOGORO型）＝ゆるキャラ系マスコットロボット

二足歩行ロボット。ロボット型人（ろぼっとがたひと）とも一部に呼ばれているがロボットという体裁を貫いている。頭上のアンテナはくるくる回り、目はピカピカ光る。
- Drワーリガン（どくたーわーりがん）＝悪夢の地下帝国バクー帝国が誇る天才マッドサイエンティスト。

バクー帝國大學を首席で卒業したと自称している。複数のバクー戦闘員を従えている。
常にユメレンジャーを追い詰め、名勝負を繰り広げるも通算成績は0勝全敗。

## 特色
- 他のほとんどのローカルヒーローが地元のPRに熱心であったり、子供目線を重視し東映の戦隊ヒーローを踏襲したように格好よいものを求めていく傾向が強いが、この戦隊は「くだらないけど思わず笑わずにはいられない」ニッチなところを追及することで本家に対するカウンターカルチャーを指向しているようである。
- ヒーローショーでは勧善懲悪ストーリーを軸に、随所に大筋とは無関係な時事ネタやリアクション芸、一発ギャグなどのパフォーマンスを盛り込むことがあるが、ときにパフォーマンスの類を盛り込みすぎてイベンターや音響などの業界人、大人にはバカウケするものの会場の子供たちを「ポカン」とさせ困惑させることがある。
- 江南宣隊ユメレンジャーが「戦隊」になってないのは単に東映が持つ戦隊ヒーローの登録商標の抵触を恐れたから、といわれており営利目的のグッズ製作には完全に及び腰である。
- 「江南区が生んだ奇跡のローカルヒーロー」と自称するなど、自分たちユメレンジャーこそが正真正銘のヒーローであり、一番の「江南区名物」だと本気で勘違いしているフシがある。
- 区役所は農産物、伝統工芸品などと並んで特産品として扱っている。

## 受賞歴
- 活動当初のエピソードを「江南宣隊ユメレンジャーEpisodeゼロ」と題して商工会青年部主張発表大会の新潟県大会で発表し最優秀賞、新潟県知事賞を受賞し新潟県代表として関東大会に進出した。
- 映像の制作にも携わり、商工会の業務内容をわかりやすく楽しく表現した商工会加入促進のPRムービー「江南宣隊ユメレンジャーの商工会PRムービー」を地元ロケで制作した。そのDVDを全国各地の商工会に無償提供したこと等の功績により「地域振興に著しく寄与した団体」として、商工会法施行50周年記念式典において経済産業省中小企業庁長官表彰を受賞した。（酒屋町商工会青年部として）。
- 新潟県警江南警察署の1日警察署長を2009年より5年連続で委嘱されている。

## その他
映像作品第2弾として新潟市江南区より江南区の魅力を発信する宣伝ムービーの制作を依頼され、2年がかりで「江南宣隊ユメレンジャーのwakuwakuこうなん区」を制作した。その映像は江南区のビデオライブラリーで見ることができる。（2013年現在）